# 강내면
강내면(江內面)은 대한민국 충청북도 청주시 흥덕구의 면이다.

## 개요
강내면은 충청북도 청주시 흥덕구 남부에 위치하며, 동쪽으로는 강서동과 남이면, 북쪽으로는 옥산면, 서쪽으로는 오송읍, 남쪽으로는 세종특별자치시 연동면과 부강면에 접하고 있다. 강내면의 북부 사인리·석화리 일대에는 미호평야의 일부인 미평들이 넓게 전개되어 벼농사 지대를 이루고 있다. 주요 농산물로 쌀과 보리가 있고, 산간에서는 고추와 담배가 주로 생산되고 있다.
강내면 남부의 사곡·당곡·저산리는 세종특별자치시의 편입 예정지였으나, 해당 지역 주민들의 반대로 2010년 말에 편입 대상에서 제외되었다.

## 연혁
- 1914년 4월 1일 청주군 강내면[1]

| 조선총독부령 제111호 |                                                                                       |
| 구 행정구역 | 신 행정구역                                                                           |
| 청주군 서강내이상면 궁현리, 다락리/당산리, 당곡리/편암리, 침산리/인천리/정동/송우리/치현리/유정리/대계리 일부/태장리, 산단리/고심리, 연정리/이교리, 백천리/상저산리/하저산리/(남차이면)삼치리 일부, 황탄리                                 | 강내면 궁현리, 다락리, 당곡리, 사곡리, 산단리, 연정리, 저산리, 황탄리                 |
| 청주군 서강내이하면 부탄리, 사인리/월곡리 일부/석화리 일부, 석소리/월송리 일부, 석화리, 신촌리, 월곡리 일부/월송리 일부, 정봉리/학동리 일부, 탑연리/월곡리 일부, 삼산동/화형리/요곡리/(서강내이상면)대계리 일부, 외거리/학서리/학동리 일부 | 강내면 부탄리, 사인리, 석소리, 석화리, 신촌리, 월곡리, 정봉리, 탑연리, 태성리, 학천리 |
- 1946년 6월 1일 청원군 강내면[2]
- 1983년 2월 15일 석소리를 청주시에 편입
- 1987년 1월 1일 신촌리, 정봉리를 청주시에 편입, 부탄리를 월탄리로 개칭
- 2014년 7월 1일 청주시, 청원군의 통합으로 청주시 흥덕구에 편입

## 행정 구역
| 법정리 | 한자명 | 행정리                                                        | 비고                           |
| ------ | ------ | ------------------------------------------------------------- | ------------------------------ |
| 연정리 | 蓮亭里 | 연정1리, 연정2리                                              |                                |
| 궁현리 | 弓峴里 | 궁현1리, 궁현2리                                              |                                |
| 저산리 | 猪山里 | 저산1리, 저산2리                                              |                                |
| 당곡리 | 唐谷里 | 당곡리                                                        |                                |
| 산단리 | 山壇里 | 산단리                                                        |                                |
| 다락리 | 多樂里 | 다락1리, 다락2리                                              |                                |
| 태성리 | 台城里 | 태성1리, 태성2리                                              | 태태황무림                     |
| 사곡리 | 寺谷里 | 사곡1리, 사곡2리                                              |                                |
| 황탄리 | 黃灘里 | 황탄리                                                        |                                |
| 월탄리 | 月灘里 | 월탄1리, 월탄2리, 월탄3리                                     | 1987년 1월 1일 부탄리에서 변경 |
| 탑연리 | 塔淵里 | 탑연1리, 탑연2리, 탑연3리, 탑연4리, 탑연5리                   | 면소재지                       |
| 석화리 | 石花里 | 석화1리, 석화2리                                              |                                |
| 사인리 | 俟仁里 | 사인1리, 사인2리                                              |                                |
| 월곡리 | 月谷里 | 월곡1리, 월곡2리, 월곡3리, 월곡4리, 월곡5리, 월곡6리, 월곡7리 |                                |
| 학천리 | 鶴天里 | 학천리                                                        |                                |
| 15리   |        | 35행정리                                                      |                                |

## 교육 기관
- 전문대학교 (월탄리)
- 한국교원대학교 (월탄리)
  - 부설고등학교 (월탄리)

## 아파트
| 단지명        | 건설사   | 시행사                  | 주소                                     | 입주       | 비고 |
| ------------- | -------- | ----------------------- | ---------------------------------------- | ---------- | ---- |
| 청원 쌍용예가 | 쌍용건설 | 새롬씨엔디㈜ ㈜다존건설 | 강내면 탑연월곡길 62-13 (1단지) (월곡리) | 2007년 8월 |      |
| 청원 쌍용예가 | 쌍용건설 | 새롬씨엔디㈜ ㈜다존건설 | 강내면 탑연월곡길 62-20 (2단지) (월곡리) | 2007년 8월 |      |